# Okręg wyborczy Perth
Okręg wyborczy Perth powstał w 1832 r. i wysyłał do brytyjskiej Izby Gmin jednego deputowanego. Okręg obejmował miasto Perth. Został zlikwidowany w 1950 r., ale przywrócono go ponownie w 1997 r. Ostatecznie zlikwidowano go w 2005 r.

## Deputowani do brytyjskiej Izby Gmin z okręgu Perth

### Deputowani w latach 1832-1950
- 1832–1837: Laurence Oliphant
- 1837–1839: Arthur Kinnaird
- 1839–1841: David Greig
- 1841–1852: Fox Maule, wigowie
- 1852–1878: Arthur Kinnaird
- 1878–1892: Charles Stuart Parker
- 1892–1895: William Whitelaw
- 1895–1907: Robert Wallace
- 1907–1910: Robert Pullar
- 1910–1918: Alexander Frederick Whyte, Partia Liberalna
- 1918–1922: William Young
- 1922–1923: Noel Skelton, Partia Konserwatywna
- 1923–1924: Robert MacGregor Mitchell
- 1924–1931: Noel Skelton, Partia Konserwatywna
- 1931–1935: Mungo Murray, lord Scone, Partia Konserwatywna
- 1935–1935: Francis Norie-Miller, Partia Liberalna
- 1935–1945: Thomas Hunter
- 1945–1950: Alan Gomme-Duncan, Partia Konserwatywna

### Deputowani w latach 1997-2005
- 1997–2001: Roseanna Cunningham, Szkocka Partia Narodowa
- 2001–2005: Annabelle Ewing, Szkocka Partia Narodowa